# Joshua Monis
Joshua Monis (* 8. März 1996 in Graz) ist ein österreichischer Influencer, der auf TikTok aktiv ist. Mit seinen Sketchen und Hautpflege-Videos hat er über 14 Millionen Follower auf der Plattform gewonnen.

## Karriere
Monis begann in seinen frühen Zwanzigern mit der Erstellung von Inhalten auf TikTok. Seine Videos beinhalten oft seine Lebensgefährtin Noemi Nikita und umfassen eine Mischung aus Comedy, Streichen und kreativer Nutzung alltäglicher Situationen. Er teilt regelmäßig Einblicke in sein Privatleben und seine Fitnessroutine.
Zudem betreibt Monis zusammen mit Nikita einen YouTube-Kanal, auf dem sie verschiedene Arten von Inhalten, einschließlich lustiger Videos und Vlogs, posten.
Monis war bei den Nickelodeon Kids’ Choice Awards 2024 in der Kategorie „Lieblings-Social-Media-Newcomer“ für Deutschland, Österreich und die Schweiz nominiert.

## Persönliches
Monis wuchs mit drei Geschwistern in Graz auf. Schon früh zeigte er Interesse an Sport und spielte für die Jugendmannschaft von SK Sturm Graz. Aufgrund von Verletzungen musste er seine Sportkarriere jedoch aufgeben und wandte sich später der Erstellung von Inhalten für soziale Medien zu. Derzeit lebt er mit seiner Lebensgefährtin Nikita in Österreich.

## Einzelbelege
1. 1 2  Hannah Michaeler: Joshua Monis: Wie Grazer auf TikTok berühmt wurde. Kronen Zeitung, 23. Mai 2021, abgerufen am 23. Juli 2024.
2. ↑  Nickelodeon Kids' Choice Awards 2024: Ab heute für die Lieblingsstars voten! In: Paramount. 4. Juni 2024, abgerufen am 29. Juli 2024.
3. ↑  Make-up & Masken: Dieses Paar hat 27 Millionen Follower. Heute.at, 3. Juli 2024, abgerufen am 23. Juli 2024.
4. ↑  Nico Lang: Grazer TikTok-Star ist mit Videos über Gesichtsmasken zum TikTok-Millionär geworden. Kleine Zeitung, 24. Juni 2024, abgerufen am 23. Juli 2024.
5. ↑  Joshua Monis. In: Famous Birthdays. Abgerufen am 23. Juli 2024 (englisch).

| Personendaten    | Personendaten               |
| ---------------- | --------------------------- |
| NAME             | Monis, Joshua               |
| KURZBESCHREIBUNG | österreichischer Influencer |
| GEBURTSDATUM     | 8. März 1996                |
| GEBURTSORT       | Graz                        |